# Иван Томов (офицер)
Вижте пояснителната страница за други личности с името Иван Томов.
Иван Томов е български морски офицер и капитан на гражданския параход „Княгиня Мария-Луиза“ – първия български океански кораб.
Спасява Пирея от разрушение по време на Втората световна война (1941), а нейните жители – от смърт, подобна на тази от взрива в Халифакс (провинция Нова Скотия, Канада) през 1917 г.

## Биография
Има скромен произход. Записва през 1914 г. да учи във Военноморското училище във Варна, а след 3-ти курс е изпратен във Фленсбург, Германия да следва за корабен офицер.
В Германия го заварва избухването на Първата световна война и е отзован обратно в България. През 1920 г. е произведен в чин мичман II ранг. Същата година сключва брак с Екатерина Михайлова – дъщеря на руски белоемигранти във Варна. Година по-късно семейството опитва да се установи във Виена, където се ражда дъщеря им Елена, след което щастливо събитие младото семейство се връща обратно в България.
Томов работи на варненското пристанище, а от 1931 г. е старши помощник в Българското търговско параходно дружество (БТПД). Първото му назначение е на кораба „Евдокия“, след това – на корабите „Бургас“ и „България“. Последният кораб под негово управление е параходът „Княгиня Мария-Луиза“ – първият български океански кораб.
На 2 май корабът „Княгиня Мария-Луиза“ отплава от Варна към Солун, където товари провизии. После ги разтоварва в Пирея и отново товари в Солун. При разтоварването обаче в Пирея на 30 май избухва пожар в трюм на кораба, вероятно причинен от диверсия. Екипажът, въпреки помощта на пожарникарите от Пирея и Атина, не успява да загаси пожара. Тогава капитан Томов заповядва редовите моряци да го напуснат и да останат на сушата, за да се спасят, а командният състав да остане на борда и да изведе кораба в открито море.